# Údlické Doubí
Údlické Doubí este o arie protejată (arie specială de conservare — SAC, sit de importanță comunitară — SCI) din Republica Cehă întinsă pe o suprafață de 43,81 ha, integral pe uscat.

## Localizare
Centrul sitului Údlické Doubí este situat la coordonatele 50°27′24″N 13°27′40″E / 50.456667°N 13.461111°E.

## Înființare
Situl Údlické Doubí a fost declarat sit de importanță comunitară în aprilie 2005 pentru a proteja 1 specie de animale. Situl a fost protejat și ca arie specială de conservare în august 2018.

## Biodiversitate
Situată în ecoregiunea continentală, aria protejată nu include niciun habitat protejat.
La baza desemnării sitului se află o specie protejată de  nevertebrate: rădașcă (Lucanus cervus).